# Sangala tolosa
Sangala tolosa är en fjärilsart som beskrevs av Druce 1885. Sangala tolosa ingår i släktet Sangala och familjen mätare. Inga underarter finns listade.